# Glaphyria badierana
Glaphyria badierana là một loài bướm đêm trong họ Crambidae.